# Ourapteryx ebuleata
Ourapteryx ebuleata är en fjärilsart som beskrevs av Achille Guenée 1858. Ourapteryx ebuleata ingår i släktet Ourapteryx och familjen mätare. Inga underarter finns listade i Catalogue of Life.